# Syzygium myrtilloides
Syzygium myrtilloides là một loài thực vật có hoa trong Họ Đào kim nương. Loài này được Merr. & L.M.Perry miêu tả khoa học đầu tiên năm 1939.